# Сурський поріг
48°19′07″ пн. ш. 35°09′49″ сх. д. / 48.3184783° пн. ш. 35.1635885° сх. д.
Сурський поріг — другий із Дніпрових порогів, довжиною біля правого берега близько 96 м, біля лівого — 68 м; спад 1,1 м.
Поріг був малопомітний, мав дві лави — Чавунну та Бондареву.
Вода протікала в цьому порозі швидше, ніж звичайно, з завихренням, закрутами, бо дно було усіяне камінням, яке на поверхню води не виходило.
Біля порога було гирло річки Мокра Сура. Недалеко розташоване село Волоське.
Сурський поріг, невідомий візантійському імператорові Костянтинові Багрянородному, стоїть на сім верстов нижче Кодацького; довжини з правого боку — 48, з лівого 34, падіння води 0,24 саж.; падає двома лавами  Чавунною та Бондаревою; мав з правого берега канал з накидного каменю 50 саж. завдовжки; фарватер річки вище порога 1 саж., нижче порога 8 футів.
Зразу нижче порога Сурського  невеликий острівок Пуцівка, потім камені Гірнецеві, Колісники, острівки Кулики і Лоханський поріг.